# Periquito (esport)
«Periquito» o «perico» és el sobrenom que reben els seguidors del Reial Club Deportiu Espanyol de Barcelona.

## Origen del nom
Hi ha diverses versions de la procedència del nom; fins fa poc molta gent encara pensava que venia de les antigues samarretes del club que havien estat grogues, o també de l'aspecte càlid i tropical de «la Manigua», que era com es coneixia la zona de l'Estadi de Sarrià, i com que estava poblada per palmeres hi podien viure periquitos.
Però la procedència més creïble, i aquella que el club considera com a més versemblant, és que el mot de «periquitos» el va treure el gran humorista català Valentí Castanys (1898-1965) mitjançant els acudits que publicava al setmanari humorístic-esportiu Xut! (1922-1936); ja que, cap als anys 20, Castanys satiritzava el petit nombre de socis de l'Espanyol representant-los com a «quatre gats negres». Aquests mateixos anys, Pat Sullivan va crear el primer gat antropomòrfic del cine, Felix the Cat, i arriben les seves versions al nostre país cap al 1929 però amb el nom del "gat perico" o "gat periquito", segurament perquè, amb la introducció del cine sonor, destacava la seva característica d'animal parlant. I és a partir d'aquí, quan els quatre gats habituals - es veu que aquest fenomen no és exclusiu d'aquesta època - dels acudits passen a ser els quatre gats "pericos" o "periquitos".
Durant el 75è aniversari del Club (any 1975), es va fer un logotip on ja apareixia un periquito (la història dels gats estava quasi oblidada), i més endavant han anat sorgint diverses versions de periquitos, sobretot en els logotips o escuts de diverses penyes; fins que ja fa uns anys, la directiva va decidir, explotar la imatge simpàtica del periquito creant finalment la mascota oficial del club, en "Perico".